# Давід Рочела
Давід Рочела (ісп. David Rochela, нар. 19 лютого 1990, Ас-Понтес-де-Гарсія-Родрігес) — іспанський футболіст, півзахисник.
Грав за юнацьку збірну Іспанії.

## Клубна кар'єра
Народився 19 лютого 1990 року в Ас-Понтес-де-Гарсія-Родрігес. Вихованець футбольної школи клубу «Депортіво». У дорослому футболі дебютував 2008 року виступами за його другу команду, а за два роки почав потрапляти до заявки головної команди «Депортіво». Протягом двах з половиною сезонів виходив на поле лише у 9 іграх чемпіонату у її складі. 
2012 року був відданий в оренду до «Расінга» (Сантандер), а частину 2013 року на аналогічних умовах грав за ізраїльський «Хапоель» (Тель-Авів).
У вересні 2013 року знайшов варіант продовження кар'єри в Таїланді, ставши гравцем команди «Бурірам Юнайтед». У травні 2015 року був відданий в оренду до іншого місцевого клубу, «Порт», а на початку 2016 року бангкокський клуб уклав з іспанцем повноцінний контракт.

## Виступи за збірні
2005 року дебютував у складі юнацької збірної Іспанії (U-16), загалом на юнацькому рівні за команди різних вікових категорій взяв участь у 29 іграх, відзначившись одним забитим голом.

## Титули і досягнення
- Чемпіон Таїланду (2):

«Бурірам Юнайтед»: 2014, 2015
- Володар Кубка Таїланду (2):

«Бурірам Юнайтед»: 2015
«Порт»: 2019
- Володар Кубка тайської ліги (1):

«Бурірам Юнайтед»: 2015
- Чемпіон Європи (U-17) (1):

Іспанія U-17: 2007